# Eileen Farrell
Eileen Farrell (Willimantic, Connecticut, 13 de febrero de 1920-23 de marzo de 2002) fue una famosa cantante de ópera y de concierto, estadounidense, poseedora de una formidable voz de soprano. Fue una auténtica soprano dramática con una voz muy poderosa capaz de matices dignas de una soprano lírica, y podía interpretar con naturalidad canciones populares.
A lo largo de su carrera, Farrell fue muy admirada como cantante de ópera, aunque prefería la sala de conciertos y la radio al teatro. Fue una cantante wagneriana que nunca cantó una ópera de Wagner en escena, sino sólo extractos y escenas en versión de concierto.
Está considerada la cantante de ópera que mejor supo cantar el género crossover y jazz.

## Biografía
Nació en Connecticut, pero de muy pequeña se trasladó a Woonsocket (Rhode Island), lugar al que consideraba su ciudad. Fue elegida para el Paseo de la Fama de Woonsocket. Sus padres eran cantantes de vodevil.
En 1942 debutó en concierto con la radio CBS, en la que pronto tendría su propio programa de radio. Durante los años 1947 y 1948, recorrió los Estados Unidos como cantante de concierto, y en 1949 hizo una gira por Sudamérica.
El recital de canciones que dio en Nueva York en octubre de 1950 fue entusiastamente aclamado, y le aseguró un reconocimiento inmediato. Ese año, actuó en una versión de concierto de la ópera de Berg Wozzeck, representando el personaje de Marie.
Posteriormente, Toscanini la contrató para una representación de la Novena Sinfonía de Beethoven con la Orquesta Sinfónica de la NBC.
En la película de 1955 Melodía interrumpida, con Eleanor Parker encarnando a la soprano australiana Marjorie Lawrence, la voz de Farrell era la que doblaba a Parker en los pasajes cantados.
En 1955, Eileen Farrel actuó en una versión de concierto de la Medea de Cherubini en el Town Hall de Nueva York.
En 1956 debutó en escena como Santuzza en la ópera de Mascagni, Cavalleria Rusticana con la ópera de San Carlos en Tampa; al año siguiente debutó con la Ópera Lírica de Chicago; y en 1958, con la Ópera de San Francisco.
En Spoleto (Italia), en gira con la Banda de Louis Armstrong, cantó jazz con tal éxito que emprendería una carrera paralela como cantante popular.
Su debut en el Metropolitan Opera fue el 6 de diciembre de 1960, cantando la ópera de Gluck Alceste.
Abrió la temporada 1962–63 del Met como Maddalena en Andrea Chénier de Giordano, con Franco Corelli y Robert Merrill. Permaneció en el Met a lo largo de la temporada 1963–64, cantando 44 interpretaciones de 6 papeles, luego regresó en marzo de 1966 para dos últimas interpretaciones como Maddalena.  Sus otros papeles en el Met incluyen el rol titular de la ópera de Ponchielli La Gioconda, Leonora en La Forza del Destino de Verdi, Isabella en la Atlántida de Falla, y Santuzza.
A lo largo de los años 1960 fue solista habitual de la Filarmónica de Nueva York dirigida por Leonard Bernstein y Víctor de Sabata; también era una de las cantantes favoritas de Thomas Schippers. Fue una gran intérprete de Wagner, en concierto.
Desde 1971 hasta 1980, Farrell fue profesora de música en la escuela de música de la Universidad de Indiana, en Bloomington. Desde 1983 hasta 1985, fue profesora de música en la Universidad de Maine en Orono. También hizo varias grabaciones de música de blues y jazz al final de su carrera y  cantó el rol de la madre superiora en la versión discográfica de The sound of music con Frederica von Stade.
Publicó sus memorias, Can't Help Singing (No puedo evitar cantar), en 1999.
Farrell estaba casada con un policía de Nueva York y no gustaba actuar lejos de su hogar, por lo que perdió importantes oportunidades y contratos.

## Discografía seleccionada

### Recitales
- Opera Arias & Songs (Alceste, Oberon, Ernani, La Gioconda, Jeanne d’Arc, Hérodiade, L’Enfant Prodigue, The Consul. Songs)

- Eileen Farrell - Puccini, Gluck, Weber y escena y aria Ah perfído! de Beethoven - Max Rudolf, 1959

- Wagner - Wesendonck Lieder. Extractos de Tristan und Isolde, Götterdämmerung (Leonard Bernstein live 1961)

- Wagner - Wesendonck Lieder.Leopold Stokowski, 1949 / Siegfried, dúo final con Set Svanholm (Erich Leinsdorf, c.)

- Wagner - Tristan e Isolda (Liebestod). Inmolación de Brünnhilde de El ocaso de los dioses - Víctor de Sabata, New York Ph. 1949

- Wagner - Liebestod de Tristan und Isolde.  Inmolación de Brünnhilde de El ocaso de los dioses - Charles Munch, Boston SO 1957

- Verdi  - Duetos con Richard Tucker

- Verdi - Arias - Eileen Farrell

- I gotta right to sing the Blues

- Eileen Farrell Sings Torch Songs (Harold Arlen, Cole Porter, Thelonious Monk, etc)

- Carols for Christmas Eve

- The Christmas Album

- Classics for Children - Arthur Fiedler y los Boston Pops

### Operas
- Berg - Wozzeck (Dmitri Mitropoulos live 1951)

- Donizetti - María Stuarda (Aldo Ceccato - con Beverly Sills)

### Oratorios and Orquestal
- Beethoven - Symphony 9 (Arturo Toscanini)

- Beethoven - Missa Solemnis (Leonard Bernstein)

- Handel - Messiah (Eugene Ormandy)

- Vaughan Williams - Symphony 4 (Leonard Bernstein)

### DVD
- Eileen Farrell - An American Prima Donna (Verdi, Gluck, Puccini, Ponchielli, Poulenc, Faure, Gershwin) (Montreal, 1969)